# Shirley M. Tilghman

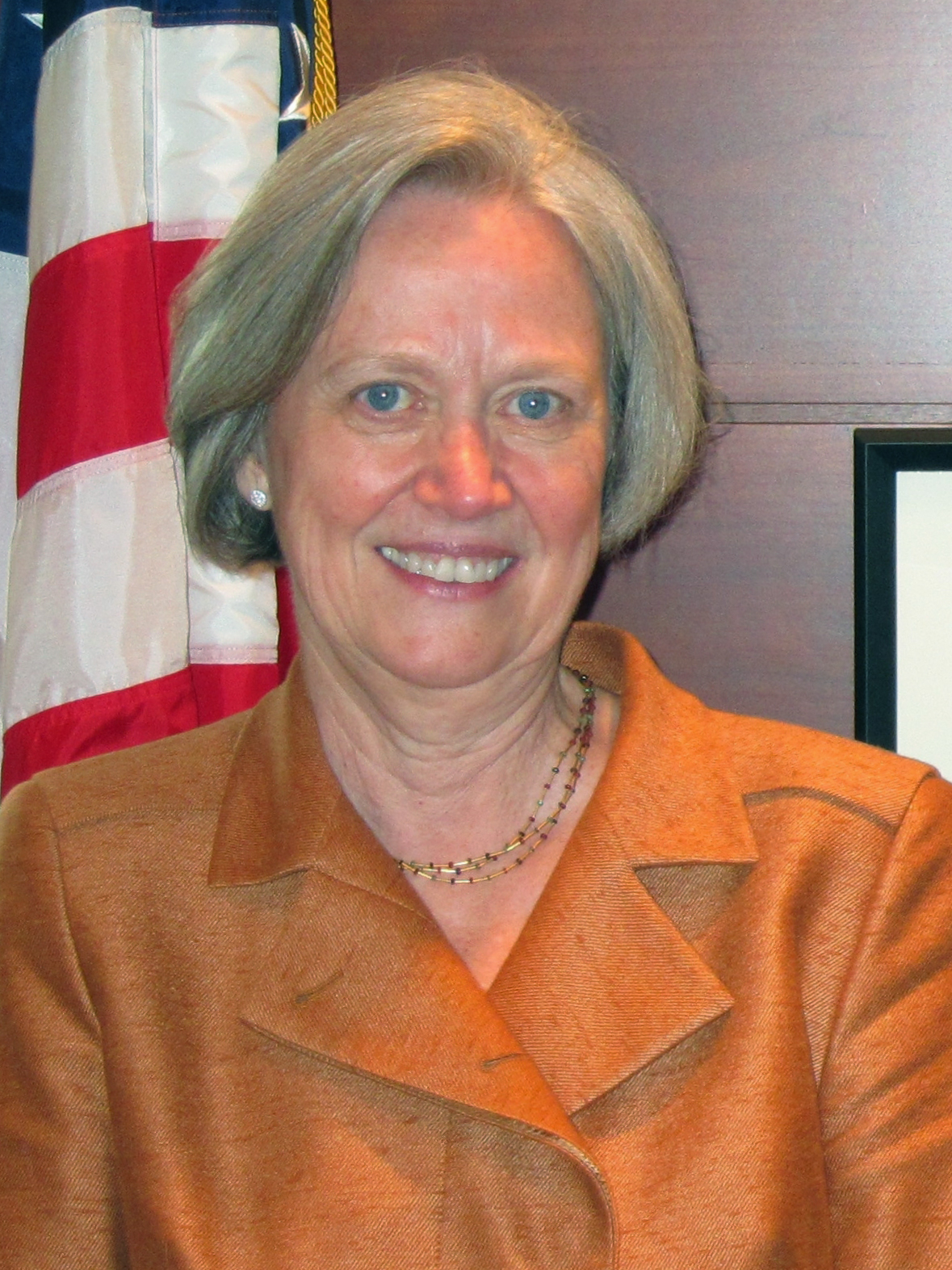
Shirley M. Tilghman

Shirley Marie Tilghman OC (* 17. September 1946 in Toronto, Ontario, Kanada als Shirley Marie Caldwell) ist eine kanadische Molekularbiologin. Sie war von 2001 bis 2013 Präsidentin der Princeton University.

## Leben
Tilghman schloss die Highschool in Winnipeg, Provinz Manitoba ab und erreichte 1968 den Grad Bachelor of Science im Fach Chemie an der Queen’s University in Kingston, Ontario. Danach war sie zwei Jahre lang an einer Oberschule in Sierra Leone als Lehrerin tätig. Sie promovierte im Fach Biochemie an der US-amerikanischen Temple University in Philadelphia in Pennsylvania.
Tilghman war in den Jahren von 1970 bis 1980 mit Joseph Tilghman verheiratet. Das Paar hat eine Tochter und einen Sohn. 1986 wurde Shirley M. Tilghman an die Princeton University gerufen und war dort Howard A. Prior Professor of the Life Sciences. Zwei Jahre später erhielt sie einen zusätzlichen Ruf als Forscherin an das Howard Hughes Medical Institute. 1998 war sie Gründungsdirektorin des disziplinübergreifenden Lewis-Sigler Institute for Integrative Genomics an ihrer Universität. Seit Oktober 2005 ist sie im Mitglied im Board of Directors von Google.

## Präsidentin der Princeton University
2001 trat Tilghman als erste Frau das Amt des Präsidenten der Princeton University an. In ihrer Amtszeit wurde das sechste Residential College für ca. 500 Studierende errichtet, das den Namen von Meg Whitman erhielt. Das College und das wiederaufgebaute Butler College sorgen für eine Durchmischung von Studienanfängern und bereits graduierten Studenten, die bis dahin ein relativ getrenntes Studentenleben in Princeton führten.
2012 teilte Frau Tilghman mit, dass sie zum 30. Juni 2013 von ihrem Amt zurücktreten wird. Christopher L. Eisgruber wurde ab 1. Juli 2013 ihr Nachfolger.

## Mitgliedschaften und Ehrenämter
- Mitglied der American Academy of Arts and Sciences (1990)
- Mitglied der American Philosophical Society (2000)
- Mitglied der National Academy of Sciences (1996)
- Mitglied des Institute of Medicine der National Academy of Medicine in Washington, D.C., USA.
- Mitglied der Royal Society of London (1995)
- Gründungsmitglied der International Mammalian Genome Society
- Mitglied des Aufsichtsrats der Carnegie Endowment for International Peace
- Mitglied des Aufsichtsrats der King Abdullah University of Science and Technology, Thuwal, Provinz Mekka, Saudi-Arabien
- Mitglied des Innovationsrats für Chemie der Queen’s University, Kingston (Ontario), Kanada
- Präsidentin der American Society for Cell Biology (2015)

## Ehrungen und Auszeichnungen
- 1996: Princeton’s President Award for Distinguished Teaching
- 2002: UNESCO-L’Oréal-Preis: Award for Women in Science
- 2003: Lifetime Achievement Award der Society for Developmental Biology (SDB)
- 2004: Ehrendoktor der juristischen Fakultät der Harvard University
- 2007: Genetics Society of America Medal
- 2010: Henry G. Friesen International Prize für ihre Forschungen im Gesundheitswesen
- 2013: Ehrendoktor der Princeton University, Princeton, New Jersey, USA
- 2014: Officer des Order of Canada
- 2022: George W. Beadle Award

## Veröffentlichungen
- 1991: Als Mitherausgeberin mit Kay E. Davies: Gene Expression and its Control. Cold Spring Harbor Laboratory Press, Plainview, New York State, ISBN 0-87969-359-2.
- 1993: Als Mitherausgeberin mit Kay E. Davies: Genome Maps and Neurological Disorders, Cold Spring Harbor Laboratory Press, Plainview, New York State, USA, ISBN 0-87969-387-8.
- 1994: mit anderen: The Funding of Young Investigators in the Biological and Biomedical Sciences. Board on Biology, Commission on Life Sciences, National Research Council, National Academy Press, Washington D.C. USA, ISBN 0-309-05077-4.
- 1999: The Sins of the Fathers and Mothers: Genomic Imprinting in Mammalian Development in: Cell, Volume 96, Issue 2.